# Stefano Mariani
Stefano Mariani (Massa, 27 gennaio 1957) è un ex calciatore italiano, di ruolo attaccante.

## Carriera
In carriera ha totalizzato 69 presenze (segnando 6 reti) in Serie B con le maglie di Parma, Brescia e Padova.
Ha ottenuto anche una promozione in Serie A nelle file del Brescia nella stagione 1985-1986, senza però mai giocare in massima serie.

## Palmarès
- Campionato italiano Serie C1: 1

Parma: 1983-1984 (girone A)
- Campionato italiano Serie C2: 1

Alessandria: 1990-1991 (girone A)
- Campionato italiano Serie D: 1

Imperia: 1977-1978 (girone A)